# Halowe Mistrzostwa Europy w Lekkoatletyce 1984 – skok w dal mężczyzn
Skok w dal mężczyzn – jedna z konkurencji technicznych rozgrywanych podczas halowych lekkoatletycznych mistrzostw Europy w  hali Scandinavium w Göteborgu. Rozegrano od razu finał 4 marca 1984. Zwyciężył reprezentant Czechosłowacji Jan Leitner. Tytułu zdobytego na poprzednich mistrzostwach nie bronił László Szalma z Węgier.

## Rezultaty
Rozegrano od razu finał, w którym wzięło udział 13 skoczków.

Opracowano na podstawie materiału źródłowego.
| Poz. | Zawodnik             | Reprezentacja   | Próby | Próby | Próby | Próby | Próby | Próby | Wynik |
| Poz. | Zawodnik             | Reprezentacja   | 1     | 2     | 3     | 4     | 5     | 6     | Wynik |
| ---- | -------------------- | --------------- | ----- | ----- | ----- | ----- | ----- | ----- | ----- |
| 01 ! | Jan Leitner          | Czechosłowacja  | x     | 7,96  | x     | 7,66  | 7,85  | x     | 7,96  |
| 02 ! | Mathias Koch         | NRD             | 7,66  | 7,54  | 7,91  | 6,45  | 6,17  | 7,87  | 7,91  |
| 03 ! | Robert Emmijan       | ZSRR            | 7,56  | 7,26  | 7,89  | x     | 7,49  | 7,55  | 7,89  |
| 4.   | Marco Piochi         | Włochy          | 7,26  | 7,78  | x     | 7,70  | 7,82  | 7,85  | 7,85  |
| 5.   | Giovanni Evangelisti | Włochy          | 7,66  | 7,70  | 7,82  | 7,45  | –     | –     | 7,82  |
| 6.   | Zdeněk Hanáček       | Czechosłowacja  | 7,59  | 7,54  | 7,60  | x     | x     | 7,78  | 7,78  |
| 7.   | Markus Kessler       | RFN             | 7,34  | 7,56  | 7,43  | 7,21  | x     | 7,59  | 7,59  |
| 8.   | Anders Hoffström     | Szwecja         | 7,37  | 7,43  | 7,56  | x     | x     | 7,42  | 7,56  |
| 9.   | Oganes Stepanian     | ZSRR            | 7,20  | 6,94  | 7,53  |       |       |       | 7,53  |
| 10.  | Ján Čado             | Czechosłowacja  | x     | 7,48  | 7,47  |       |       |       | 7,48  |
| 11.  | Philippe Deroche     | Francja         | 7,30  | 7,48  | 7,33  |       |       |       | 7,48  |
| 12.  | Derrick Brown        | Wielka Brytania | 7,31  | 7,10  | 7,33  |       |       |       | 7,33  |
| 13.  | Einar Sagli          | Norwegia        | x     | 7,24  | x     |       |       |       | 7,24  |